# 達瓦胡羅
達瓦胡羅（西班牙語：Dabajuro），是委內瑞拉的城鎮，位於該國西北部法爾孔州，是達瓦胡羅市的首府，處於聖安娜德科羅以西126公里，該城鎮是農業和畜牧業的貿易中心，人口28,342。